# Lola Forner
Lola Forner (* 6. Juni 1960 in Alicante, Valencia) ist eine spanische Schauspielerin.

## Leben
Forner wurde 1979 zur Miss Spanien gewählt. In der Folge widmete sie sich der Schauspielerei; einem breiteren Publikum wurde sie bekannt, als sie 1984 und 1987 in zwei Filmen an der Seite von Jackie Chan auftrat.

## Filmografie (Auswahl)
- 1979: La Familia, bien, gracias
- 1981: El lobo negro
- 1981: La venganza del Lobo Negro
- 1981: Dos y dos, cinco
- 1983: Los Desastres de la guerra
- 1984: El Último penalty
- 1984: Gritos de ansiedad
- 1984: Powerman (Kwai tsan tseh)
- 1986: Scalps (Scalps)
- 1986: Der weiße Apache – Die Rache des Halbbluts (Bianco Apache)
- 1987: Der rechte Arm der Götter (chinesisch 龍兄虎弟, Pinyin Lóng xiōng hǔ dì – „Älterer Bruder Drache, jüngerer Bruder Tiger“)
- 1988: Der große und der kleine Klaus (Mikola a Mikolko)
- 1990: Pareja enloquecida busca madre de alquiler
- 1990: La Leyenda del cura de Bargota (Fernsehfilm)
- 1990: Ein Rebell wird geschmiedet (La Forja de un rebelde)
- 1990: Non oder Der vergängliche Ruhm der Herrschaft ('Non', ou A Vã Glória de Mandar)
- 1996: Tu pasado me condena (Fernsehfilm)
- 1999: La Familia... 30 años después (Fernsehfilm)
- 2001: El Secreto (Fernsehserie)
- 2002: Lisístrata
- 2008: En nombre del amor (Fernsehserie)